# Reifendefekt

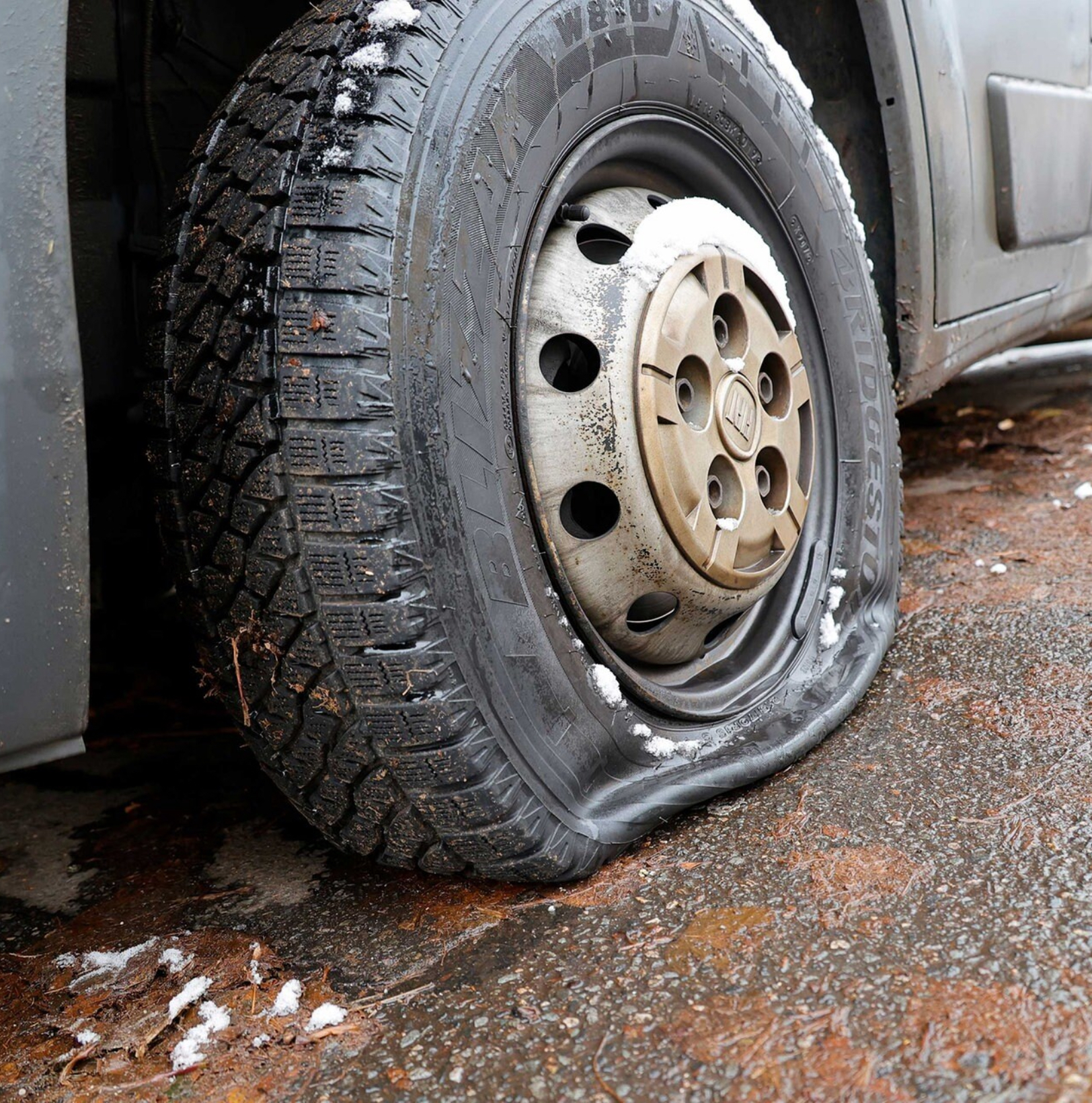
Autoreifen mit einem Platten

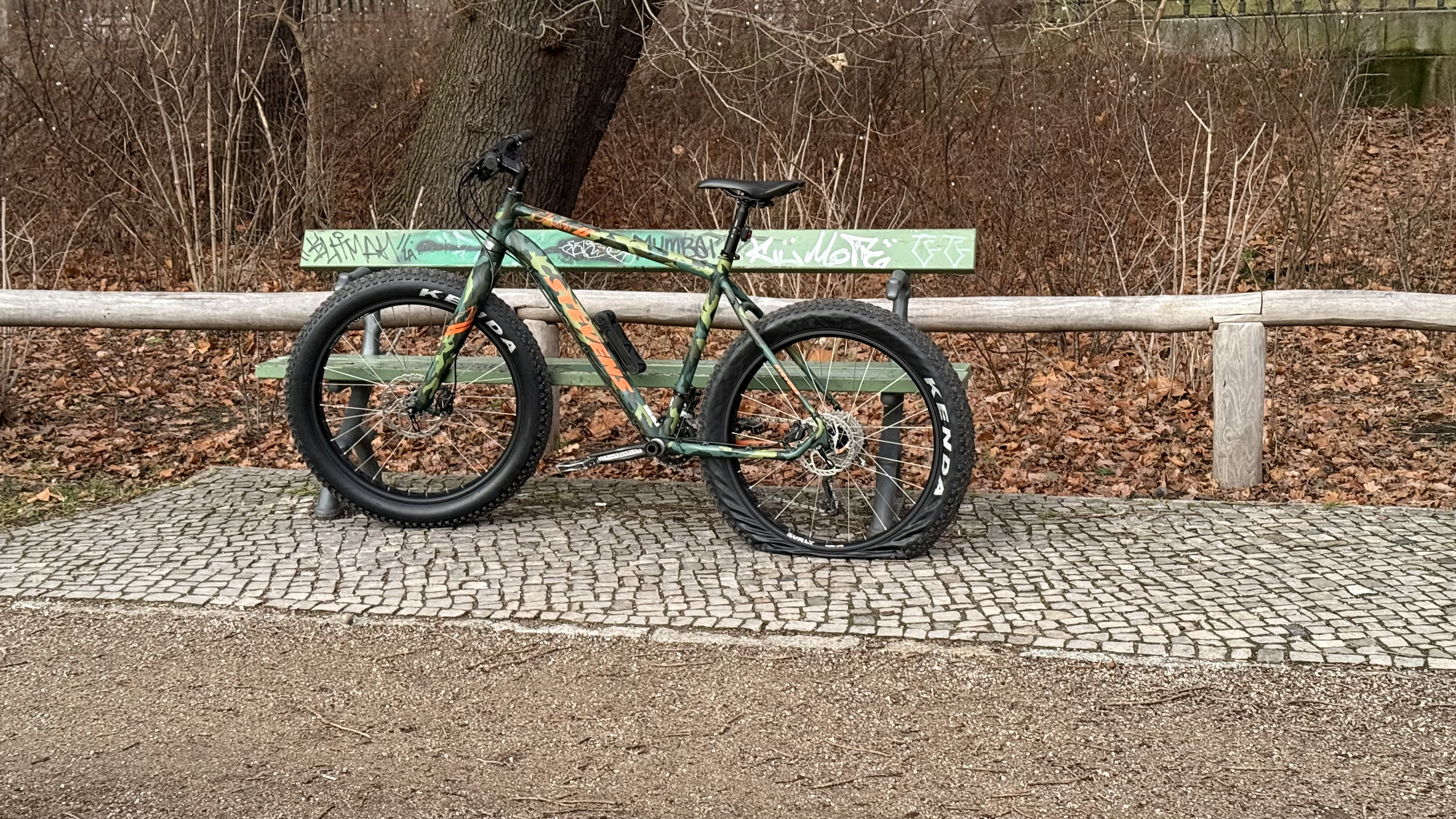
Fahrrad mit einem Platten

Reifendefekt oder Reifenpanne bezeichnet den Defekt eines Reifens. Meist ist damit ein Luftreifen an einem Kraftfahrzeug gemeint; manchmal ein Luftreifen an einem anderen Fahrzeug (z. B. Fahrradreifen, Flugzeugreifen, Nutzfahrzeugreifen, Motorradreifen).

## Sprachgebrauch
Eine Reifenpanne nennt man in fast ganz Deutschland einen „Platten“, formuliert als „einen Platten haben“, wohl als Verkürzung von „einen platten Reifen haben“. In Österreich nennt man den Reifendefekt dagegen einen „Patschen“. Dazu kommt die deutsche Nebenvariante „Plattfuß“.

## Durchschlag
Von einem Durchschlag oder Quetschloch spricht man bei Reifen, die einen Schlauch enthalten, wenn der Schlauch durch das Auftreffen des Reifens auf eine Kante oder einen Stein perforiert wurde. Aufgrund von zu niedrigem Luftdruck oder zu hoher Geschwindigkeit wird beim Aufschlag auf die Kante das Reifenprofil bis zur Felge durchgedrückt. Der dicht am Mantel anliegende Schlauch wird dabei zusammengefaltet, zwischen Mantel und Felge eingeklemmt und durchstanzt. Da der Schlauch ebenso wie der Mantel durch das Zusammendrücken des Reifens doppelt liegt, entstehen zwei charakteristische Löcher, die relativ dicht nebeneinander liegen und oft wie kurze Einschnitte aussehen. Auf Englisch wird ein solcher Durchschlag als Snake Bite bezeichnet, da die zwei nebeneinander liegenden Löcher an einen Schlangenbiss erinnern. Durchschläge kommen eher bei Fahrradreifen vor, die einen relativ dünnen Mantel besitzen, da sich die Kompression hier auf eine kleine Stelle konzentriert.

## Ursachen

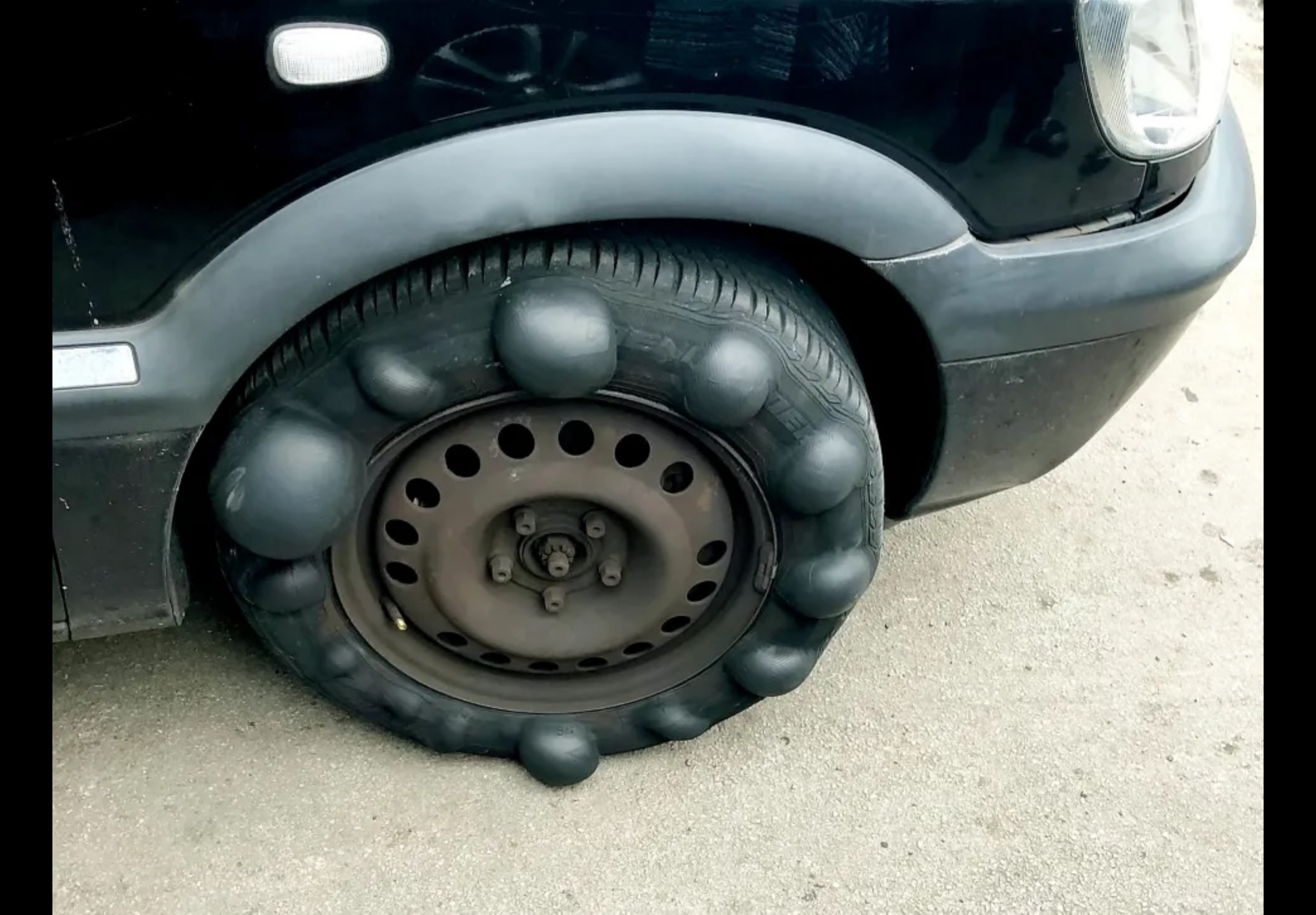
Zerstörter Reifen – mit einem Platten weiter gefahren

Reifendefekte bei Luftreifen können verschiedenen Ursachen haben:
- Ein undichtes Ventil kann Ursache für langsamen Druckverlust sein. Eine dichtsitzende Ventilkappe kann den Luftverlust weiter reduzieren.
- Eine verformte Felgenflanke kann die Abdichtung zum Reifenwulst beeinträchtigen und zu langsamem Druckverlust führen.
- Beschädigung der schwachen Reifenflanke durch spitzwinkliges Auffahren auf den Bordstein. Bei höherer Belastung oder Geschwindigkeit bilden sich Risse in der Karkasse, die von außen nicht zu erkennen sind, aber später zu abruptem Luftverlust führen können. In schweren Fällen können die Risse von innen zu erkennen sein.
- Beschädigung der schwachen Reifenflanke durch Schneeketten. Diese können sich unter ungünstigen Umständen mit ihren Kettengliedern in die weiche Reifenflanke eingraben und Teile des Gummis herausbrechen.
- zu niedriger Betriebsdruck im Reifen. Bei höheren Geschwindigkeiten überhitzt der Reifen durch Walken und es kann zur Profilablösung kommen.
- Überalterung des Reifens. Die auf dem Reifen stehende DOT-Nummer kennzeichnet die Herstellungswoche und das Jahr (z. B. 1910 = 19. Kalenderwoche 2010). Bei wenig bewegten Fahrzeugen (z. B. Wohnwagen) wird das Reifenprofil kaum abgenutzt; gleichwohl altert der Reifen. Überalterte Reifen erkennt man an feinen Haarrissen und Versprödung der Lauffläche.
- Fehlerhaftes Reifenventil oder fehlende Ventilkappe. Bei höherer Geschwindigkeit kann die Zentrifugalkraft den Schließdruck eines geradestehenden Ventils reduzieren; ein abknickendes Ventilrohr verhindert dies. Einen plötzlichen Druckverlust bei defektem Ventil verhindert die Ventilkappe.

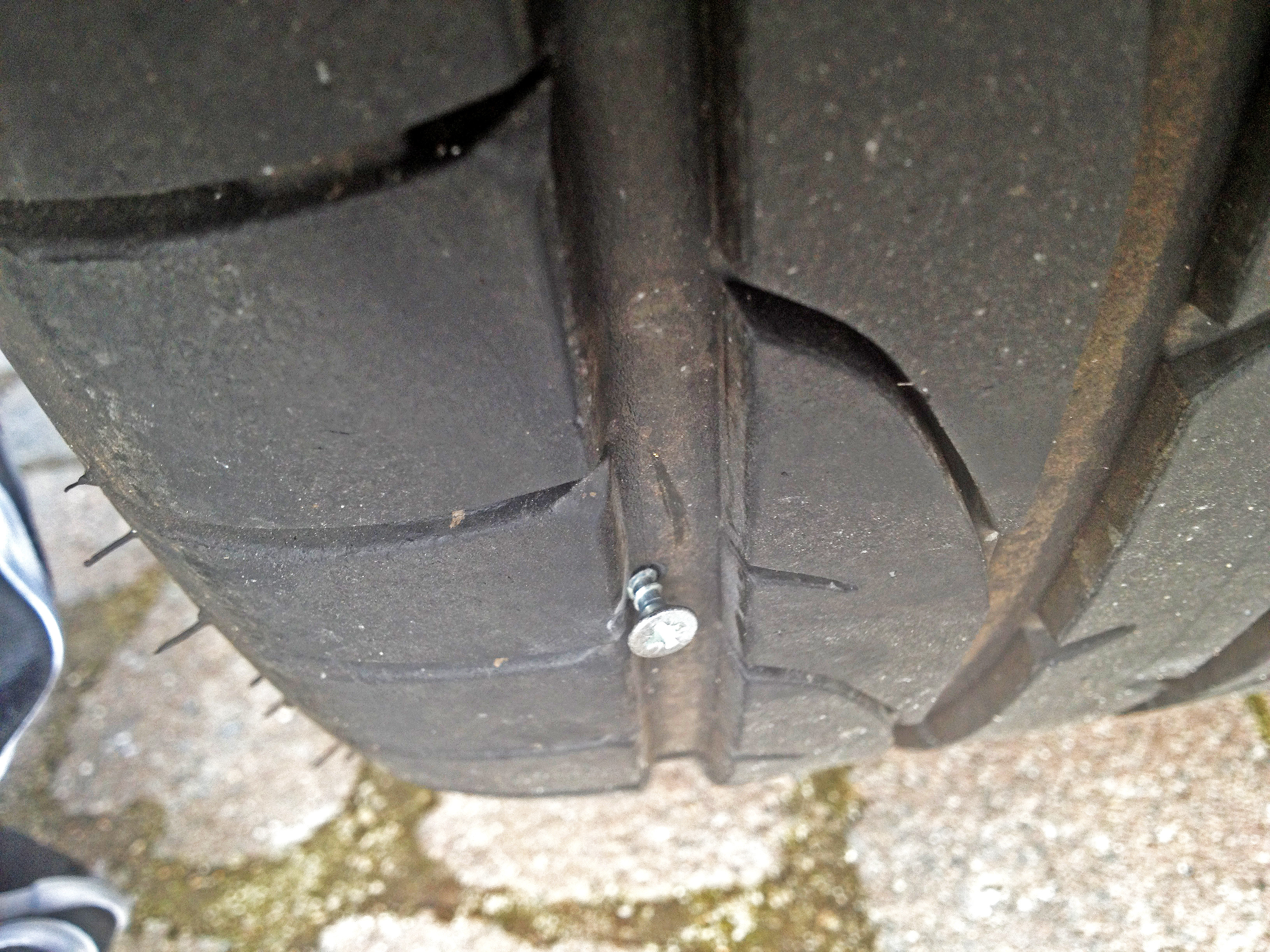
Eine Schraube ist in den Autoreifen eingedrungen. Oft kann man mit einem fest steckenden Fremdkörper noch viele Kilometer zurücklegen, während die Luft langsam entweicht.

- Eindringende Fremdkörper (Nagel, Schraube, Glas o. ä.) können je nach Umfang der Perforation einen sofortigen oder auch einen über Wochen andauernden schleichenden Druckverlust verursachen.
- Insbesondere bei höherer Umgebungstemperatur kann bei längerem Abstellen des Fahrzeugs ein sogenannter „Standplatten“ entstehen, indem sich die auf dem Boden stehende Stelle des Reifenumfangs dauerhaft verformt. Der Fahrkomfort wird dadurch verschlechtert, der Reifen läuft unrund. Nach einiger Zeit kann sich der Standplatten wieder zurückbilden. Zum Schutz vor Standplatten sollte das Fahrzeug abgebockt werden, etwa durch Achsstützen, oder auf mit Luft gefüllte Reifenkissen gefahren werden, die die Auflagekraft auf eine größere Fläche verteilen.

Zu hoher Luftdruck führt nicht zu einem Reifendefekt. Der Berstdruck eines intakten Pkw-Reifens liegt bei über 10 bar. Ein überhöhter Druck führt zu einem ungleichmäßigen Verschleiß in der Mitte der Lauffläche, da sich der Reifen hier nach außen wölbt. Durch härter aufgepumpte Reifen verringert sich der Fahrkomfort. Zudem vermindert sich die Bodenhaftung, insbesondere bei weniger griffigen Oberflächen.
Gelegentlich wird empfohlen, den vorgesehenen Reifendruck um 0,2 bis 0,3 bar zu erhöhen, um den Rollwiderstand und den Verschleiß des Reifens zu verringern. Bei Transportern und Lastkraftwagen ist in der Regel vorgesehen, den Reifendruck an das Gewicht der Beladung anzupassen.

## Reparatur

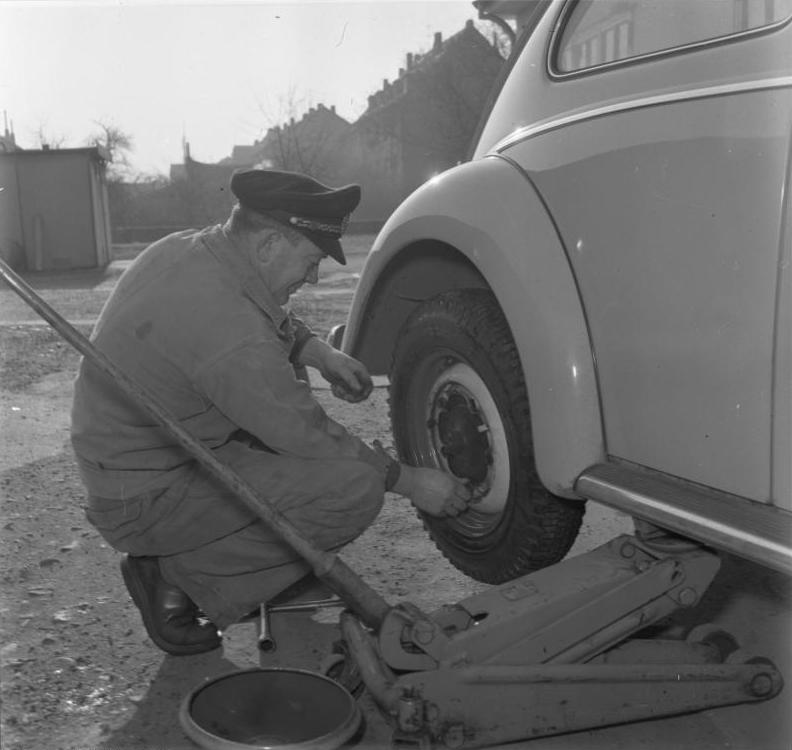
Radwechsel an einem VW Käfer

Sind die Ventile deutlich älter als zehn Jahre, sollte zunächst geprüft werden, ob ein defektes Ventil die Ursache für den Luftverlust ist, indem nach dem Aufpumpen des Reifens ein großzügig benässter Finger an die Ventilöffnung gehalten wird. An einem undichten Ventil werden sich dann Blasen bilden.

### Pkw-Reifen
Schäden an Autoreifen können zumeist behoben werden, sofern der Reifen durch den Druckverlust und Einsatz nicht zu stark beschädigt wurde. Das entstandene Loch nennt man fachsprachlich den Stichkanal, oder auch Schadenkanal. Ordnungsgemäß wird der Reifen zur Reparatur von der Felge abgezogen. Eine sichere Reparatur wird mit Pflaster und Pfropfen vorgenommen. Auf der Innenseite des Reifens wird an der Schadstelle ein Pflaster (sog. Deckenpflaster) angebracht, nachdem der gereinigte und frisch angeraute Stichkanal mit einem Gummipfropfen verschlossen wurde. Das Verschließen des Stichkanals kann mit einem vorvulkanisierten Reparaturkörper oder mit Rohgummi erfolgen. Das Rohgummi muss dann zusätzlich unter Druck und Temperaturzufuhr ab 98 °C eine bestimmte Zeit lang vulkanisiert werden. Oft wird statt Pflaster und Pfropfen ein Kombireparaturkörper verwendet, aufgrund seiner Form auch „Reparatur-Pilz“ genannt. Dieser wird von der Innenseite des Reifens nach außen durchgezogen und dichtet den Stichkanal durch den Schaft ab und die Innenseele (auch Innerliner genannt) durch das Deckenpflaster. Die überstehende Länge des Schaftes wird auf Höhe des vorhandenen Profils abgeschnitten. Reparaturkörper vulkanisieren auf chemischem Wege bei normaler Umgebungstemperatur. Dazu ist eine Bindeschicht an der Oberfläche des Reparaturkörpers mit einer abgestimmten Vulkanisationsflüssigkeit zusammenzubringen. Kombireparaturkörper dürfen nur in der Lauffläche des Reifens, innerhalb des Gürtelpaketes eingesetzt werden.
In der „Richtlinie für die Instandsetzung von Luftreifen“ (Bundesverkehrsblatt Dokument B 3620) sind seit 1. Juni 2008 keinerlei Einschränkungen zum Geschwindigkeitsindex des Reifens mehr aufgeführt; es können also auch ZR-Reifen repariert werden. Einschränkungen der Reifenhersteller, Reparaturmaterial-Hersteller sowie gegebenenfalls Kfz-Versicherungen sind zu beachten. Reparaturmaterial-Herstellers lehnen Reparaturen bei Pkw-Reifen in der Wulstzone ab, wenn das Gewebe geschädigt ist. Reine Gummiverletzungen an der Wulst können repariert werden. Schäden in der Seitenwand sind durch Fachleute mit entsprechender Ausbildung nach HwO mit warm vulkanisiertem Gummi im ausgearbeiteten Schaden und einem Deckenpflaster mit Gewebeverstärkung reparierbar.
Auf dem Markt erhältliche Pannenhilfen sind nur als Notbehelf anzusehen. Zur Beurteilung einer Reparaturstelle ist in der Regel eine Reifendemontage und Kontrolle des Reifeninneren notwendig.

### Fahrradreifen

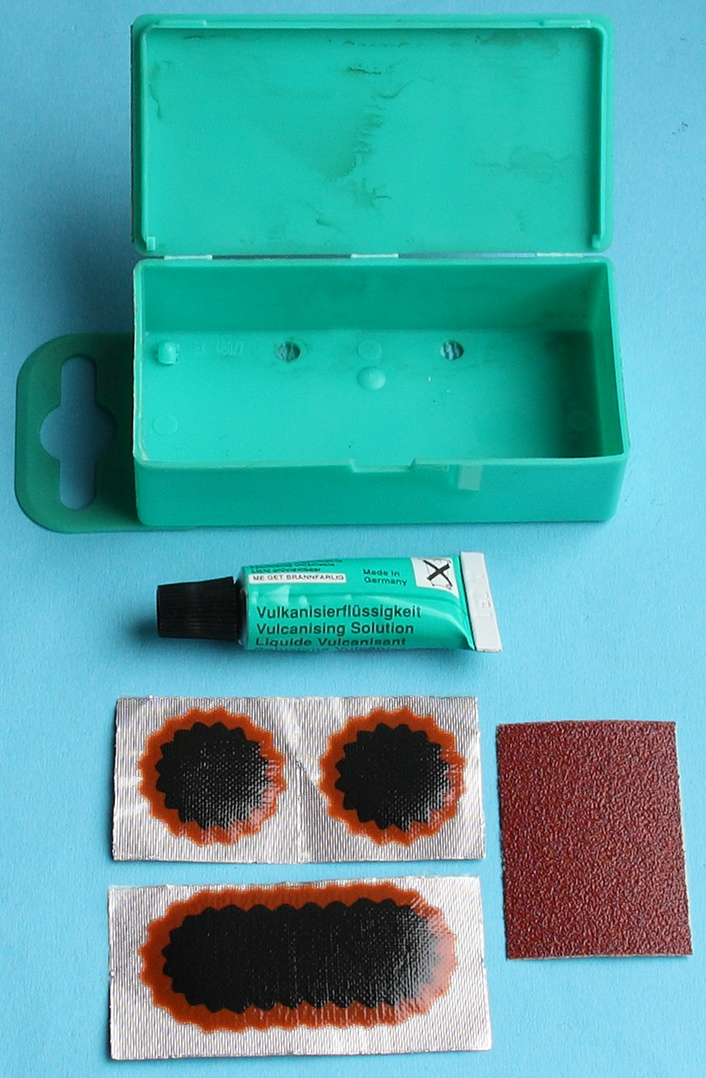
Fahrradschlauch-Reparaturset

Im Gegensatz zu den meist schlauchlosen Auto- und Motorradreifen werden Reifen von Fahrrädern in der Regel mit einem einfach zu reparierenden Schlauch verwendet.
Da Fahrradreifen empfindlich gegenüber spitzen Fremdkörpern wie Dornen und Glassplittern sind, empfiehlt es sich, immer eine Luftpumpe und ein kleines Reparaturset mitzuführen. Früher wurden viele Touren- und Stadträder mit einer kleinen, am Sattel befestigten Reparaturtasche ausgeliefert. Ein Reparaturset enthält gewöhnlich einen Multischlüssel („Knochen“) und drei Reifenheber zur Demontage von Laufrad und Mantel sowie Schleifpapier, einige Reifenflicken und Vulkanisierflüssigkeit zur Reparatur des Fahrradschlauchs.
Zur Reparatur einer Panne wird zunächst der Reifen aus der Felge gehoben. Manche Reifen können mit der Hand von der Felge gestreift werden, wenn der Reifenwulst zunächst ringsum in die vertiefte Mitte der Felge geschoben wird. Auch bei der Verwendung von Reifenhebern ist es notwendig, die Reifenflanke zunächst vom Rand in das vertiefte Felgenbett zu schieben, um den Reifen abheben zu können.
Nach der Demontage sollte die Innenseite des Reifens in jedem Fall umgehend und gründlich nach möglicherweise eingedrungenen Fremdkörpern abgetastet werden, damit dies später nicht vergessen wird.
Dabei können auch minimale Unregelmäßigkeiten einen Hinweis auf kleine Glasscherben oder Metallteile geben, die sich in Lauffläche oder Stollen des Mantels gegraben haben und weder von außen noch von innen erkennbar sind. Solche Kleinteile werden unter Umständen erst dann nach innen in den Schlauch gedrückt, wenn der entsprechende Bereich der Lauffläche eine Unebenheit überrollt.
Um kleine Fremdkörper auffinden zu können, sollte die Lage der Leckstelle des Schlauch nach der Demontage am Umfang des Mantels markiert werden. Lassen sich an dieser Stelle im Mantel Unregelmäßigkeiten erkennen, so kann mithilfe eines Dorns oder einer Messerspitze im Gummi nach dem Fremdkörper getastet werden.
Lässt sich der Fremdkörper bereits von außen erkennen, dann kann das Loch im Schlauch leicht lokalisiert werden, wenn sich dieser noch im Reifen befindet. Muss der Schlauch zur gründlicheren Untersuchung des Mantels entfernt werden, können alternativ die Position des Ventils und Ausrichtung des Schlauchs vor dessen Entnahme am Mantel markiert werden.
Ist das Loch auf diese Weise nicht lokalisierbar, so kann die beim erneut aufgepumpten Schlauch aus dem Loch austretende Luft auf verschiedene Weise detektiert werden:
- der Schlauch wird in unterschiedlicher Lage am Ohr vorbeigeführt
- der Schlauch wird an den angefeuchteten Lippen vorbeigeführt
- der Schlauch wird unter Wasser gehalten
- am Schlauch wird ein perforierter Behälter vorbeigeführt, der sehr leichte Partikel enthält, die vom Luftstrom aufgewirbelt werden. Entsprechende Behälter sind im Handel erhältlich.

Vor der Applikation des Flickens sollte die glatte Gummioberfläche in der Umgebung des Lochs aufgeraut werden, bis sie einheitlich matt erscheint und vorstehende Nähte fast vollständig abgetragen sind.
Beim Anrauen ist darauf zu achten, den Schlauch nicht versehentlich an hochstehenden Falzen und Kanten durchzuschleifen. Besonders ältere und dünnwandige Schläuche sollten nicht mit dem scharfkantig perforierten Blech bearbeitet werden, welches manchen Reparatursets beiliegt, sondern mit geeignetem Schleifpapier.
In der Umgebung der Leckstelle wird ein Tropfen Vulkanisierflüssigkeit aufgetragen und sogleich mit der (sauberen) Fingerkuppe, einem dünnen Streifen Hartplastik oder Blech verteilt. Nur durch das Verstreichen lässt sich ein gleichmäßig dünner Auftrag erreichen, der die Voraussetzung für eine zügige Trocknung des Klebstoffs und eine baldige Haftung des Flickens ist. Wie bei Kontaktklebern muss das enthaltene Lösungsmittel verdunsten, um eine Vernetzung des Kautschukmaterials zu ermöglichen (Kaltvulkanisation). Ist der Flicken bereits aufgeklebt, dauert es äußerst lange, bis noch verbliebenes Lösungsmittel durch das Material herausdiffundiert.
Der Flicken darf also erst nach einigen Minuten des Ablüftens aufgetragen werden. Gelegentlich wird empfohlen, zuvor mit dem sauberen Fingerrücken zu prüfen, ob die Vulkanisierflüssigkeit tatsächlich bereits vollständig ausgetrocknet ist und nicht mehr klebt. Erst unmittelbar vor dem Auftrag des Flickens wird dessen Schutzfolie abgezogen, um eine Verschmutzung der Klebeschicht zu vermeiden. Die Anfangshaftung des Flickens ist umso größer, je mehr Druck auf den Flicken ausgeübt wird. Zu diesem Zweck kann der Flicken beispielsweise mit dem Hammer angeklopft oder eventuell auch mit der Schraubzwinge angepresst werden. Unterwegs kann gegebenenfalls ein Stein zum Anklopfen dienen.
Je nach verwendetem Material kann sich die volle Haftung des Flickens unter Umständen erst nach einigen Stunden entwickeln. Auf Radtouren sollte immer ein Ersatzschlauch mitgeführt werden, der bei einer Panne eingesetzt wird. Der Schlauch kann dann bei passender Gelegenheit repariert werden und der Flicken hat Zeit auszuvulkanisieren.
Heute werden auch Flicken angeboten, die mit einem starken Haftklebstoff ausgestattet sind und ohne Vulkanisierflüssigkeit auskommen. Je nach Hersteller wird eine mehr oder weniger gründliche Reinigung oder ein Aufrauen der beschädigten Stelle empfohlen. Nach dem Aufkleben des Flickens ist der Schlauch sofort wieder einsetzbar.
Erhältlich sind auch größere Flicken, die zur Reparatur von Löchern und Schnitten im Reifen dienen und zu diesem Zweck von innen in den Mantel geklebt werden. Hat man keinen solchen Flicken zur Hand können Löcher und Einschnitte im (gereinigten) Mantel auf andere Arten behelfsweise von innen überbrücken:
- ein möglichst großer, normaler Flicken wird von innen auf den Mantel geklebt,
- mehrere Lagen Gewebeklebeband werden von innen über die beschädigte Stelle geklebt,
- möglichst dehnungsarme und abriebfeste Folie, Papiere, Gewebe oder dünne Blechstreifen werden in den Mantel eingelegt, etwa eine aufgeschnittene Getränkedose.

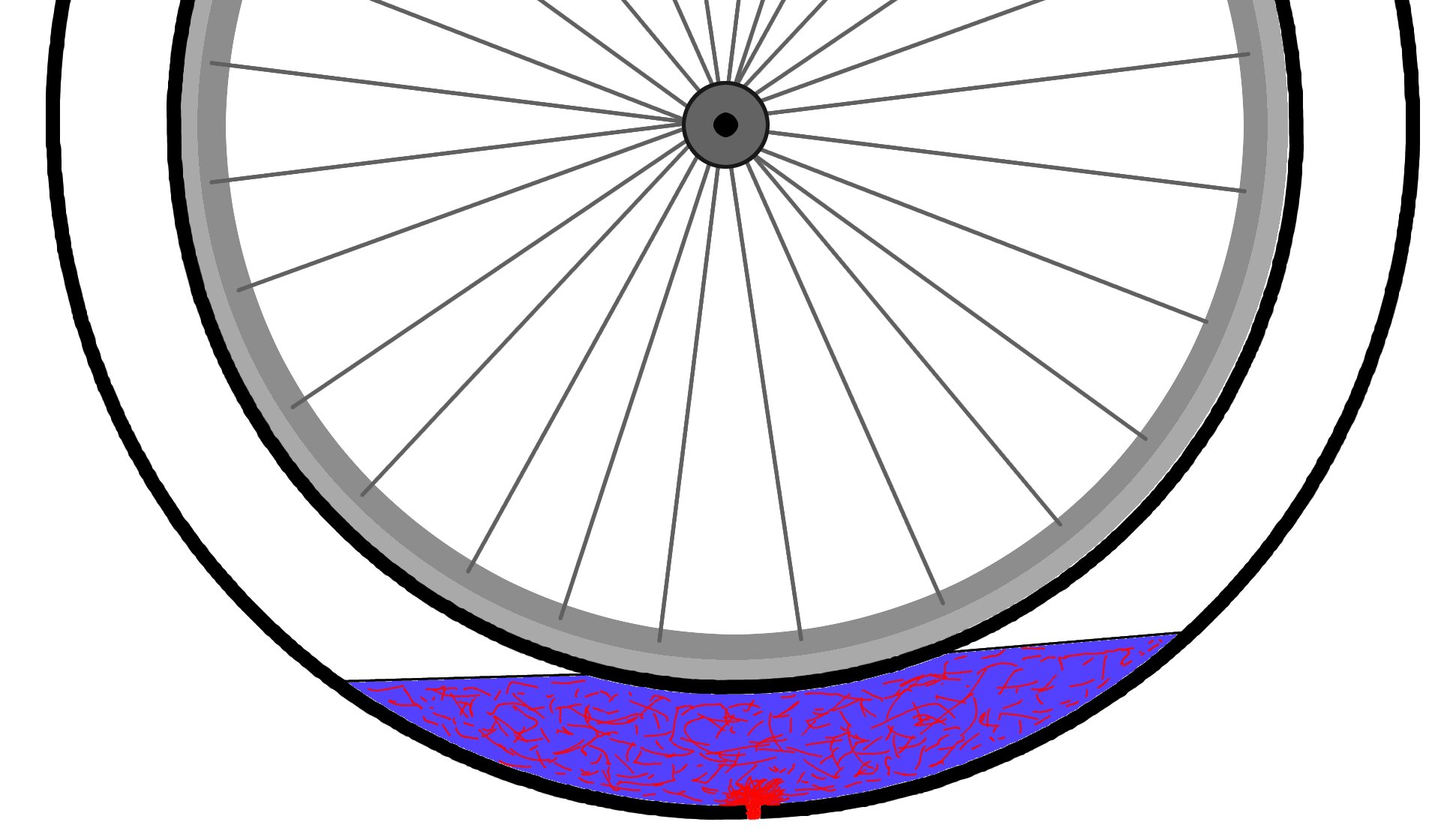
Veranschaulichung der Funktionsweise von Reifendichtmittel

Um Reifenpannen vorzubeugen, kann ein Reifendichtmittel bzw. Reifendichtgel benutzt werden. Dieses kann nach Entfernen des Ventils in den Schlauch eingebracht werden und verhindert ein Entweichen der Luft bei Einstichen im Reifen. Risse oder Schnitte können im Regelfall nicht abgedichtet werden. Die Flüssigkeiten enthalten ein Bindemittel, welches beim Kontakt mit dem Luftsauerstoff erhärtet, sowie Fasern, die die Stabilität des Pfropfens erhöhen.

## Vorbeugung
Rund alle 150.000 Kilometer muss ein Autofahrer bei der derzeitigen Technik mit einer Reifenpanne rechnen, beim Fahrrad liegen oft nur wenige Hundert Kilometer zwischen zwei Reifendefekten. Aufgrund dieser sehr unterschiedlichen Pannenwahrscheinlichkeiten zielen die meisten Vorbeugemaßnahmen auf Fahrradreifen ab – die beiden folgenden haben aber auch Allgemeingültigkeit:
- Ausreichender Reifendruck mindert das Risiko von Reifendefekten bei allen Fahrzeugarten deutlich.
- Fremdkörper arbeiten sich oftmals erst über längere Fahrstrecken langsam in den Reifen hinein und führen nicht sofort zum Defekt. Bei Autos ist eine entsprechende Kontrolle der Laufflächen in hinreichend kurzen Intervallen kaum praktikabel, bei Zweirädern ist diese Maßnahme aber leicht durchführbar und sehr wirksam.

### Pannenschutz beim Fahrradreifen

#### Materialwahl
Das Gummi von Mänteln und Schläuchen verliert im Laufe der Zeit an Elastizität. Im Ausnahmefall kann es einen Unterschied machen, ob ein Schlauch frisch aus der Produktion kommt oder beim Händler bereits zwei Jahre gelagert wurde. Ältere Schläuche sowie Schläuche geringerer Qualität neigen zu Perforationen bei geringfügiger oder sogar ganz ohne akute äußere Einwirkung. So z. B. wenn breite Reifen auf besonders schmalen Felgen verwendet werden. Siehe hierzu: Verhältnis von Reifen- zu Felgenbreite.

#### „Pannensichere“ Fahrradbereifung
Mehrere namhafte Hersteller bieten heute so genannte „pannensichere“ Fahrradbereifung an. In der Regel ist dabei die Lauffläche durch eine Einlage aus hochelastischem Spezialkautschuk verstärkt, so dass Fremdkörper etwa bis zur Länge einer Heftzwecke nicht mehr durchdringen können. Außerdem kommen weitgehend schnittresistente engmaschige Gewebeeinlagen aus Flüssigkristallpolymeren mit spinnenseideähnlichen Eigenschaften zum Einsatz. Fahrradreifen mit solcher Ausrüstung verbessern die Pannensicherheit deutlich, können aber auch keinen hundertprozentigen Pannenschutz garantieren, so dass die Bezeichnung „pannenarme“ Bereifung zutreffender wäre.

#### Pannenschutzbänder
Im Fahrradhandel werden auch Pannenschutzbänder angeboten, die zwischen Reifen und Schlauch gelegt werden und im Gegensatz zum integrierten Pannenschutzgürtel nach einem Reifenwechsel (beispielsweise wegen Verschleiß) weiter genutzt werden können. Allerdings kann die Montage mit Schwierigkeiten verbunden sein, da sie durch Walken genau in die Mitte der Lauffläche gebracht werden müssen, bevor aufgepumpt wird. Um Reibung zwischen Schlauch Pannenschutzband und daraus resultierende Pannen zu vermeiden, sollte Talkum verwendet und mit hohem Reifendruck gefahren werden. Fachgerecht eingebrachte Bänder von guter Qualität bieten somit bei geringem Gewicht eine außerordentlich gute Pannensicherheit bei kaum spürbarer Beeinträchtigung der Fahreigenschaften.

#### Scherbenbeseitigung für den Radverkehr
Eine häufige Ursache für Fahrradreifendefekte sind Glasscherben auf Radwegen, Fahrradstraßen und anderen Wegen des Radverkehrs. Sofern diese nicht beim turnusmäßigen Reinigungsintervall durch die Kehrmaschine beseitigt werden, sind manche fahrradfreundlichen Kommunen bereit, von Bürgern gemeldete Verunreinigungen mit Glasscherben kurzfristig zu beseitigen. Für solche Meldungen stellen viele Gemeinden auf ihren Internetseiten ein Online-Beschwerdeformular oder eine Smartphone-App zur Verfügung; die eingehenden Meldungen werden oft gleichzeitig zur Optimierung der Reinigungspläne verwendet.

#### Laufflächen säubern
Unter Radrennfahrern ist es teilweise üblich, beim Durchfahren von Glassplittern die Handfläche (mit Fahrradhandschuh) auf die Lauffläche des Reifens zu legen, um Splitter abzustreifen.
Der Nutzen dieser Maßnahme ist umstritten. Bei modernen Rahmen mit geringem Abstand zwischen Sitzrohr und Hinterreifen sollte die Hand nicht auf den Reifen gelegt werden, da Finger im engen Spalt eingeklemmt und mitgerissen werden können.
Sinnvoll kann es sein, beim Verdacht auf eingefahrene Splitter die Lauffläche (Protektor) des Schlauchreifens zu inspizieren und Glasfragmente und ähnliches mit einem spitzen Gegenstand aus dem Gummi zu hebeln. Verbleibende Splitter können zunächst nur oberflächlich am Protektor haften und sich erst im Laufe der Zeit durch den Protektor und schließlich die Karkasse arbeiten.